# Leevi and the Leavings
Leevi and the Leavings war eine finnische Musikgruppe, die von 1978 bis 2003 bestand. Mitglieder waren Bandleader Gösta Sundqvist (Gesang, Gitarre), Risto Paananen (Bass), Juha Karastie (Gitarre) and Niklas Nylund (Schlagzeug).

## Hintergrund
Die Band löste sich nach dem Tod durch einen Herzinfarkt Gösta Sundqvists auf. Sundqvist, der alle Songs für die Band schrieb, galt in Finnland als außergewöhnliche Persönlichkeit, da er die Öffentlichkeit mied und nur selten Interviews gab. Auch Fernsehauftritte und Konzerte von ihm und somit auch der Band waren eine Seltenheit. Für den Sender Radiomafia von Yleisradio (YLE) schrieb er ein Radioprogramm und mit seiner Band genoss er hohe Popularität in Finnland. Die ausschließlich auf Finnisch gesungenen Lieder enthielten oft tragikomische Elemente und gehören für viele Finnen zu den besten finnischen Songs. In den Karaokebars werden sie auch nach der Auflösung der Gruppe häufig gesungen. Neben dem oft traurigen Gesang Sundqvists (das Lied „Elina mitä mä teen“ wurde 2006 bei einer Leserumfrage der Helsingin Sanomat auf Platz drei der traurigsten finnischen Lieder gewählt) waren eine weibliche Hintergrundgesangsgruppe (wie zum Beispiel bei „En tahdo sinua enää“) und die besondere Mischung aus Folk, Pop, Rock, seltener auch Hard-Rock-Rhythmen (wie etwa bei „Tuntematon ystävä“ oder „Lihaksikas nainen“) und Reggae (“Ihmeiden kaupunki”), sowie ausgeprägte Melodien stilistisch.
Paananen, Karastie und Nylund kehrten im Frühjahr 2011 als Leavings-Orkesteri ins Musikleben zurück. 2020 veröffentlichten sie gemeinsam mit Arttu Wiskari das Lied Tässäkö tää oli?.

## Diskografie

### Studioalben
Die Band veröffentlichte zwischen 1980 und 2003 16 Studioalben.
| Jahr | Titel                                | Höchstplatzierung, Gesamtwochen, AuszeichnungChartsChartplatzierungen (Jahr, Titel, Platzierungen, Wochen, Auszeichnungen, Anmerkungen) | Anmerkungen                             |
| Jahr | Titel                                | FI | Anmerkungen                             |
| ---- | ------------------------------------ | --- | --------------------------------------- |
| 1980 | Suuteleminen kielletty               | FI21 (1 Wo.)FI | Charteinstieg: 2017                     |
| 1981 | Mies joka toi rock’n’ rollin Suomeen | FI23 (1 Wo.)FI | Charteinstieg: 2017                     |
| 1982 | Kadonnut laakso                      | FI18 (1 Wo.)FI | Charteinstieg: 2017                     |
| 1985 | Raha ja rakkaus                      | FI19 (1 Wo.)FI | Charteinstieg: 2017                     |
| 1986 | Perjantai 14. päivä                  | FI14 (1 Wo.)FI | Charteinstieg: 2017                     |
| 1988 | Häntä koipien välissä                | FI18 Platin · (1 Wo.)FI | Charteinstieg: 2017                     |
| 1989 | Musiikkiluokka                       | FI28 Gold · (1 Wo.)FI | Charteinstieg: 2017                     |
| 1990 | Varasteleva joulupukki               | FI20 (8 Wo.)FI | Charteinstieg: 2017                     |
| 1991 | Raparperitaivas                      | FI11 (1 Wo.)FI | Charteinstieg: 2018                     |
| 1993 | Turkmenialainen tyttöystävä          | FI9 (1 Wo.)FI | Charteinstieg: 2018                     |
| 1995 | Rakkauden planeetta                  | FI3 Platin · (18 Wo.)FI | Erstveröffentlichung: 30. November 1995 |
| 1996 | Käärmenäyttely                       | FI2 Gold · (11 Wo.)FI |                                         |
| 1998 | Kerran elämässä                      | FI10 Platin · (11 Wo.)FI |                                         |
| 2000 | Bulebule                             | FI7 (7 Wo.)FI |                                         |
| 2002 | Onnen avaimet                        | FI8 (8 Wo.)FI | Erstveröffentlichung: 27. März 2002     |
| 2003 | Hopeahääpäivä                        | FI5 (11 Wo.)FI |                                         |

grau schraffiert: keine Chartdaten aus diesem Jahr verfügbar

### Kompilationen
| Jahr | Titel                                           | Höchstplatzierung, Gesamtwochen, AuszeichnungChartsChartplatzierungen (Jahr, Titel, Platzierungen, Wochen, Auszeichnungen, Anmerkungen) | Anmerkungen                              |
| Jahr | Titel                                           | FI | Anmerkungen                              |
| ---- | ----------------------------------------------- | --- | ---------------------------------------- |
| 1989 | Unelmia ja toiveita                             | FI— GoldFI |                                          |
| 1992 | Menestyksen salaisuus                           | FI9 Gold · (4 Wo.)FI | Charteinstieg: 2020                      |
| 1997 | Keskiviikko – 40 ensimmäistä hittiä             | FI2 ×3Dreifachplatin · (135 Wo.)FI | Erstveröffentlichung: 30. September 1997 |
| 1999 | 20 suosikkia                                    | FI— GoldFI |                                          |
| 2001 | Torstai – 40 seuraavaa hittiä                   | FI6 Platin · (21 Wo.)FI |                                          |
| 2001 | Stereogramofoni - Sinkkuelämää vuosien varrelta | FI6 (1 Wo.)FI | Charteinstieg: 2021                      |
| 2004 | Keskeneräinen sinfonia                          | FI6 (4 Wo.)FI |                                          |
| 2008 | Matkamuistoja - Kaikki singlet 1978-2003        | FI15 (12 Wo.)FI | Erstveröffentlichung: 22. Oktober 2008   |
| 2014 | Johanna-Vuodet 1979-1983                        | FI24 (6 Wo.)FI | Erstveröffentlichung: 30. Mai 2014       |

grau schraffiert: keine Chartdaten aus diesem Jahr verfügbar

### Singles
| Jahr | Titel Album                                   | Höchstplatzierung, Gesamtwochen, AuszeichnungChartsChartplatzierungen (Jahr, Titel, Album, Platzierungen, Wochen, Auszeichnungen, Anmerkungen) | Anmerkungen |
| Jahr | Titel Album                                   | FI | Anmerkungen |
| ---- | --------------------------------------------- | --- | ----------- |
| 1996 | Lähtölaskenta pieneen sydämeen Käärmenäyttely | FI20 (1 Wo.)FI |             |